# Марија Палеолог (кнегиња Верејска)
Марија Палеолог (Грчки: Μαρία Παλαιολογίνα; умрла 1505. године), била је, према руским изворима, ћерка титуларног деспота Андреја Палеолога и братаница Софије Палеолог, велике московске кнегиње удајом за великог кнеза Ивана III од Русије.
Марија се помиње само у руским хроникама и стога је непроверене историјске поуке; недостатак забележене деце деспота Андреја у западним изворима често се сматра доказом да није имао деце. Према хроникама, Марија се удала за руског племића Василија Михајловича, кнеза Вереје, око 1480. године, али су њих двоје побегли у изгнанство у Литванију 1483. године због инцидента у вези са драгуљима велике кнегиње Марије Тверске, бивше велике кнегиње Москве.

## Биографија

### Историја
Марија Палеолог је описана у руским изворима, на пример у скоро савременој Софијској хроници, као ћерка титуларног деспота Андреја Палеолога, за кога се иначе међу модерним историчарима опште верује да није имао потомство. Деспот Андреј Палеолог је био син деспота Томе Палеолога и синовац цара Константина XI Палеолога, последњег византијског цара. Након пада Византијског царства 1453. године и Томиних земаља у Морејској деспотовини 1460. године, деспот Тома и његова породица су побегли у егзил. Деспот Андреј је живео у Риму, где га је издржавало папство, од 1465. до своје смрти 1502. године, и тврдио је да је законити византијски цар од 1483. године па надаље.
Према руским изворима, Марија је удата за руског племића кнеза Василија Михајловича, кнеза Вереје, преко своје тетке (Андрејеве сестре) велике кнегиње Софије Палеолог око 1480. године, након Андрејеве посете Русији 1480. године. Велика кнегиња Софија је била једна од најмоћнијих особа у Русији захваљујући браку са великим кнезом Иваном III од Москве. Марија се не помиње ни у једном западноевропском извору. Тврдње о њеном постојању први пут је у западним научним радовима изнео пољски историчар и генеалог Адам Боњецки 1887. године, а затим и француски историчар и генеалог Никола де Баумгартен 1934. године, позивајући се на старије руске хронике. Признавање Маријине историјске природе варирало је од тада. У својој биографији велики кнез Ивана III из 1961. године, британски историчар Џон Листер Илингворт Фенел је прихватио Маријину историчност без коментара, али је 1992. године британски византолог Доналд Никол једноставно написао да руски извори приписују титуларном деспоту Андреју ћерку са овим именом, непознатим у западним изворима.

### Накит велике кнегиње Марије од Твера
Руске хронике наводе да су кнегиња Марија и кнез Василије били умешани у скандал 1483. године. 10. октобра 1483. године, велики кнез Иван III је желео да ода почаст рођењу свог унука Димитрија Ивановича тако што ће Димитријевој мајци кнегињи Јелени од Молдавије поклонити вредни украс или грозд драгуља, или евентуално огрлицу. Драгуљи су првобитно били део мираза прве жене великог кнеза Ивана III, велике кнегиње Марије од Твера, и били су поверени великој кнегињи Софији. Када је велики кнез Иван III затражио од велике кнегиње Софије да их преда, она то није могла да учини. Велика кнегиња Софија је проћердала много Ивановог блага, дајући део свом брату деспоту Андреју, а део, укључујући и драгуље, као мираз Марији за њен брак са кнезом Василијем. Велики кнез Иван III, бесан, одлучио је да не казни велику кнегињу Софију, већ да казни кнеза Василија, чији је једини злочин био што је прихватио Софијине поклоне. Велики кнез Иван III је послао агенте у Вереју да врате драгуље и да заробе кнеза Василија и кнегињу Марију, претећи затвором. Иако је велика кнегиња Софија саосећала са својом братаницом и њеним мужем, кнез Василије није био уверен у Софијин утицај на московском двору и побегао је у Литванију, иако су драгуљи велике кнегиње Марије од Твера остали и успешно су их конфисковали Иванови агенти. Према Џону Листеру Илингворту Фенелу, вероватно је у овом инциденту било више него што је наведено у хроникама, с обзиром на то да је мало вероватно да би кнез Василије и кнегиња Марија отишли толико далеко да побегну из земље и лише се наследства због једнако тривијалне грешке као што је Маријина тетка која је погрешно поклонила  драгуље велике кнегиње Марије од Твера.
Софија је успела да добије дозволу од великог кнеза Ивана III за Василијев и Маријин повратак у Русију у јануару 1493. године, иако не и дозволу да се Василије врати на своје поседе у Вереји. Кнез Василије, незадовољан, одговорио је писмом, тражећи земљу и обећавајући да ће вратити предмете из Иванове ризнице, које им је велика кнегиња Софија дала заједно са накитом, који су он и кнегиња Марија понели са собом у Литванију. У августу 1495. године, порука са московског двора тражила је од кнеза Василија да достави списак драгоцености у свом поседу, након чега није забележена даља комуникација. Каже се да је кнегиња Марија умрла 1505. године. Према Адаму Боњецком, кнегиња Марија и кнез Василије су имали ћерку, кнегињу Софију Верејску, којој је 1506. године додељен део Василијевих добара и која се можда удала за Албрехта Гаштолда.